# Špela Bračun
Špela Bračun, slovenska alpska smučarka, * 3. avgust 1977, Škofja Loka.
Bračunova je za Slovenijo nastopila na Zimskih olimpijskih igrah 1998 in 2002. Obakrat je tekmovala v smuku in v superveleslalomu. V Naganu je v smuku osvojila 24., v superveleslalomu pa 30. mesto. V Salt Lake Cityju je bila v smuku 22., v superveleslalomu pa 24. 